# Jeffrey Ofori
Jeffrey Ofori (født 4. februar 1996) er en fodboldspiller, der spiller for den danske 2. divisionsklub Brønshøj. Jeffrey Ofori spiller i det centrale forsvar.

## Karriere

### Brønshøj Boldklub
I sommeren 2015 skiftede Ofori Avedøre ud med Brønshøj Boldklub
11. august 2015 fik han debut for førsteholdet i pokalkampen mod HIK.
Den 22. august 2015 fik han sin ligadebut for hvepsene, da han blev skiftet ind i kampen mod B1908.